# Milan Stojadinović
Milan Stojadinović (en cyrillique serbe Милан Стојадиновић), né le 4 août 1888 à Čačak, mort le 24 octobre 1961 à Buenos Aires, est un économiste et homme politique yougoslave (serbe). De 1935 à 1939, il fut Premier ministre du royaume de Yougoslavie.

## Biographie
Il devint Premier ministre de Yougoslavie le 23 juin 1935 et renversa le système d'alliances de son pays en faveur des puissances montantes de l'Axe Rome-Berlin-Tokyo.
Ainsi, il tint des discussions avec Ciano, ministre italien des affaires étrangères, concernant une partition de l'Albanie en cas d'invasion conjointe. Mais le régent Paul de Yougoslavie le désavoua et le remplaça par Dragisa Cvetkovic. Finalement, l'Italie fasciste envahit seule le pays en avril 1939.